# Parapsyche aias
Parapsyche aias är en nattsländeart som beskrevs av Malicky 1997. Parapsyche aias ingår i släktet Parapsyche och familjen ryssjenattsländor. Inga underarter finns listade i Catalogue of Life.